# Empire Club
El Empire Club es un equipo de fútbol de Barbados que juega la Primera División de Barbados.

## Historia
El club se fundó el 24 de mayo de 1914 en Saint Michael. El club conquistó la Primera División de Barbados 1 vez en la temporada de 1952 y 4 títulos de la Barbados FA Cup

## Palmarés
- Primera División de Barbados: 1

1952
- Segunda División de Barbados: 2

2015, 2017
- Barbados FA Cup: 4

1924, 1925, 1926, 1928